# Refugi Sant Jordi
El refugi Sant Jordi  és un refugi de muntanya dins el municipi de Guardiola de Berguedà (Berguedà) a 1.561 m d'altitud, prop de Bagà i al vessant est del Coll de Pendís, al costat de la font del Faig.
Com accedir-hi:
- A peu: des de Bagà 3 h, des de Prat d'Aguiló 4 h, des del Rebost 3:30 h, des del Niu de l'Àliga 5 h i des del coll de Pendís 30 min.
- En cotxe: pista forestal des de Riu o des de Bellver fins a l'entrada del Parc Natural, camí del coll de Pendís. Pista forestal des de Bagà fins a l'Hostalet.